# Les Hemmes de Marck
Les Hemmes de Marck is een gehucht in de Franse gemeente Marck in het departement Pas-de-Calais. Het ligt meer dan drie kilometer ten noorden van het dorpscentrum van Marck, aan de Opaalkust, vlak achter de duinenrij en zo'n halve kilometer van het strand. Het gehucht strekt zich uit over een lengte van meer dan anderhalve kilometer evenwijdig met de kust, en loopt in het oosten verder in het gehucht Les Hemmes d'Oye in de gemeente Oye-Plage.

## Geschiedenis
Het toponiem Hemmes zou afkomstig zijn van het Vlaamse heyn of heym, een equivalent van het begrip "polder".
De 18de-eeuwse Cassinikaart toon ten noordwesten van Ooie het gehucht Petites Hemes; 19de-eeuwse kaarten tonen de naam Les Petites Hemmes op de grens van Marck en Ooie.

## Bezienswaardigheden
- De Église Saint-Joseph
- Op het kerkhof van Les Hemmes de Marck bevinden zich zeven Britse oorlogsgraven uit de Tweede Wereldoorlog.